# Actio directa
Die actio directa war im römischen Recht die durch Gesetz oder prätorisches Edikt ursprünglich gefasste Klage. Sie kann als Normalformel des Grundklagetyps verstanden werden. Entwickelt wurde das System im Rahmen des Rechtsschutzes über die Legisaktionen.
Die Terminologie zur Hauptklage als actio directa – die Bezeichnung geht (untechnisch) auf den klassischen Juristen Ulpian zurück – ist nicht einheitlich. Synonyme waren principalis actio bei Paulus oder rectum iudicum bei Gaius.